# Distretto di Huaquirca
Il distretto di Huaquirca è un distretto del Perù nella provincia di Antabamba (regione di Apurímac) con 1.463 abitanti al censimento 2007 dei quali 1.142 urbani e 321 rurali.
È stato istituito il 17 gennaio 1945.